# Rudná (districtul Praga-Vest)
Rudná este un oraș și o comună din districtul Praga-Vest din regiunea Boemia Centrală din Cehia. Are o populație de aproximativ 5.400 de locuitori.

## Etimologie
După ce comuna a fost fondată în anul 1951, și-a primit numele derivat din cuvântul ceh ruda (cu sensul de „minereu”), care comemorează o istorie lungă a exploatării minereului de fier în regiune. Numele a fost inventat de copiii de la o școală locală, deoarece mulți dintre părinții și bunicii lor au lucrat în minele locale de minereu de fier.

## Geografie
Rudná se află la aproximativ 6 kilometri (4 mi) vest de Praga. Se află într-un peisaj agricol plat din Podișul Praga. Cel mai înalt punct al comunei se află la 410 metri (1.350 ft) deasupra nivelului mării. Pârâul Radotínský potok curge prin oraș.

## Istorie
Două sate, Hořelice și Dušníky, au fost situate inițial în zona Rudná de astăzi. Prima mențiune scrisă despre Hořelice datează din anul 1052. Dušníky a fost menționat pentru prima dată în anul 1228, când cele două sate au fost proprietatea Mănăstirii Sf. Gheorghe (în cehă: klášter svatého Jiří) din Praga.
În timp ce Hořelice a fost în proprietatea a diverși mici nobili din secolul al XV-lea, Dušníky a fost mai mult o proprietate bisericească și cea mai lungă perioadă a fost deținut de Catedrala Sfântul Vitus din Praga.
În anii 1860, în zonă a început exploatarea minereului de fier. În 1936, atât Dušníky, cât și Hořelice au fost promovați ca orașe-târguri. Au continuat să se dezvolte și au creat treptat o unitate urbană. În 1951, Dušníky și Hořelice au fuzionat într-o nouă comună sub numele nou creat de Rudná. Rudná a fost promovat ca oraș în 2000.

## Transporturi
Orașul Rudná se află de-a lungul unui vechi drum de clasa a doua de la Praga la Beroun și Plzeň. În prezent, autostrada paralelă D5 trece chiar prin nordul orașului.
Rudná se află pe linia de cale ferată Praga–Beroun. Orașul este deservit de două gări numite Rudná u Prahy și Rudná zastávka.

## Obiective turistice

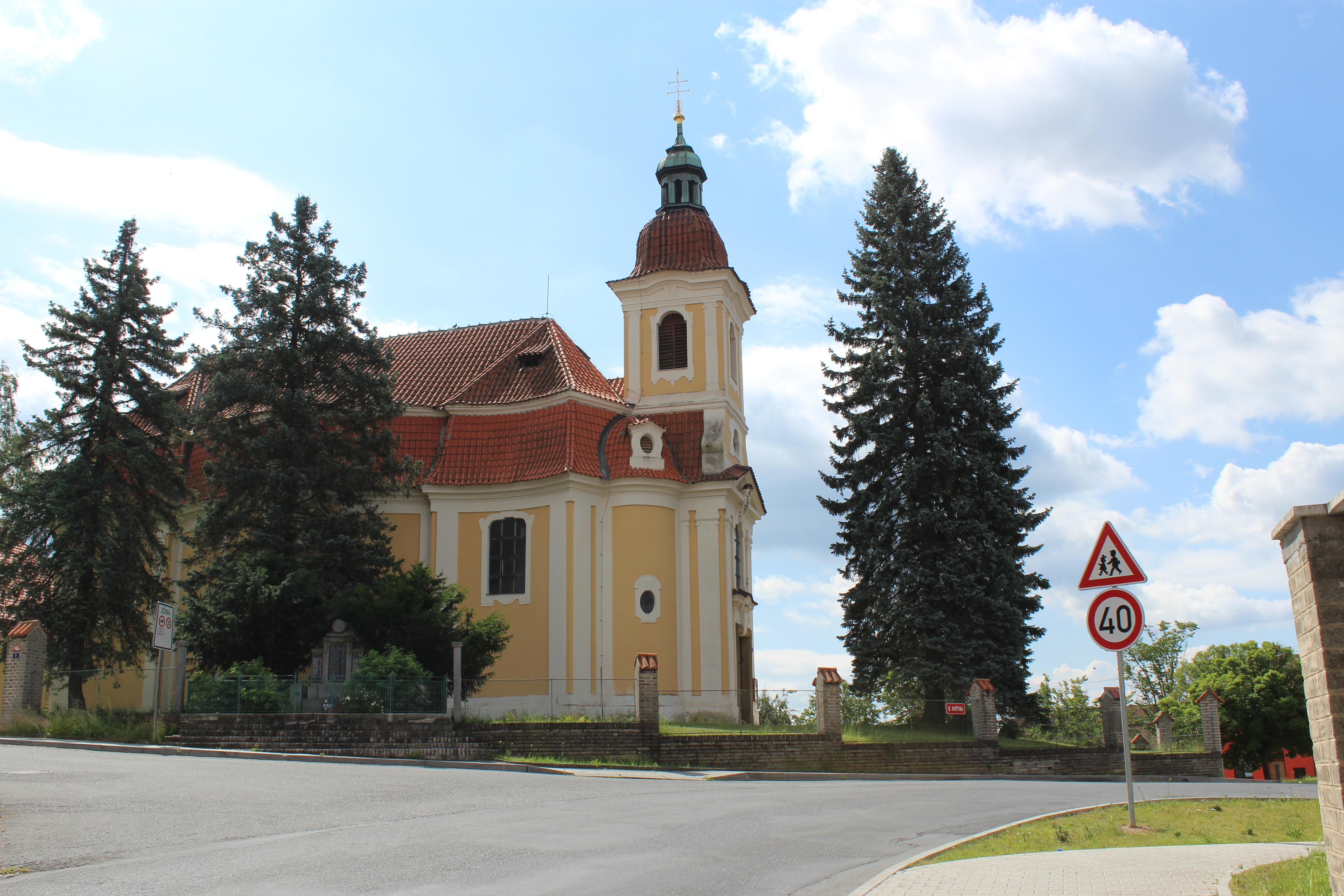
Biserica „Tăierea capului Sfântului Ioan Botezătorul”

Biserica „Tăierea capului Sfântului Ioan Botezătorul” este o valoroasă biserică în stil baroc, construită cel mai probabil după planurile arhitectului german Kilian Ignaz Dientzenhofer.
Biserica Sfântul Gheorghe este o biserică neogotică de la începutul secolului al XX-lea. A fost ridicată pentru a înlocui o veche biserică barocă dărăpănată.
Castelul Hořelice face parte din obiectivele turistice din Rudná. Astăzi, acest castel baroc este proprietate privată și nu este deschis publicului.

## Persoane notabile
- Radek Šírl⁠(d) (născut în 1981), fotbalist